# Totaktsbenzin
Totaktsbenzin eller knallertbenzin er et brændstof bestående af olieblandet benzin, der bruges i totaktsmotorer. 
Tidligere solgtes det færdigblandet fra en speciel pumpe på tankstationerne, hvor man selv kunne vælge blandingsforholdet.
Ved selvblanding bør anvendes olie specielt fremstillet til formålet, totaktsolie.
Totaktsmotorer er indrettet på, at smøremidlet findes opblandet i benzinen. Det skyldes, at motoren anvender stemplets opadgående bevægelse i motoren til at suge brændstof-luftblandingen fra karburatoren ind i bundkarret. Derfor kan bundkarret ikke bruges som oliesump som i en firetaktsmotor, men til gengæld bliver motoren lettere og kan anvendes i alle mulige stillinger. 
Tidligere anvendtes omkring 4% olie (1:25), mens der med de moderne totaktsolietyper kun behøves en iblanding på 2-3% olie. 
Totaktsmotorer bruges oftest til mindre maskiner, som f.eks. græsslåmaskiner, påhængsmotorer, buskryddere, motorsave og knallerter, men tidligere også i visse mindre, ældre biler som Saab, DKW, Trabant og Wartburg.
| Kemi | Spire Denne artikel om kemi er en spire som bør udbygges. Du er velkommen til at hjælpe Wikipedia ved at udvide den. |